# Confessio Bohemica

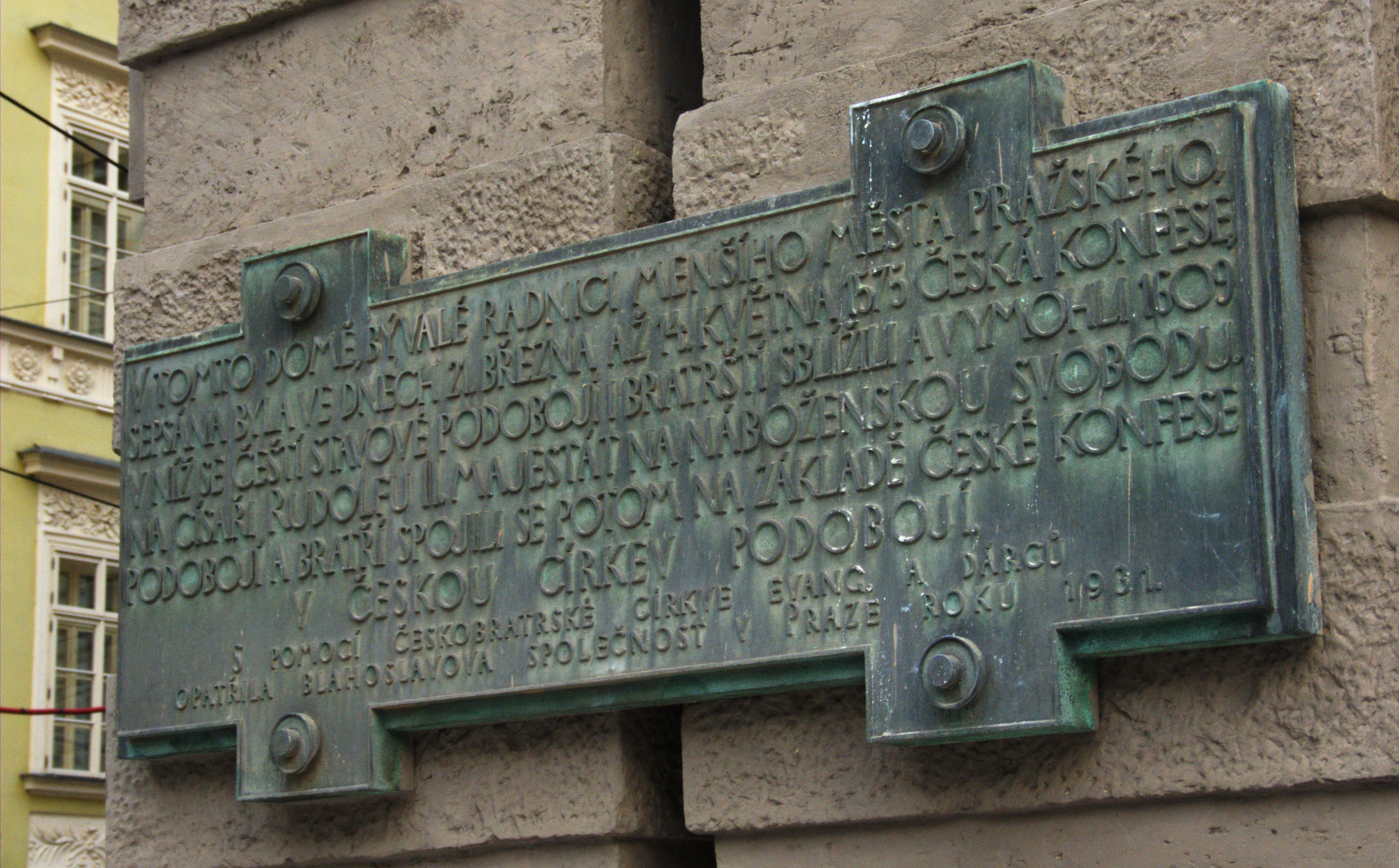
Plaque commémorative de la Confession Tchèque

La Confessio Bohemica (confession tchèque) est une confession de foi protestante élaborée en 1575 qui tente de faire la synthèse de plusieurs courants confessionnels alors présents en Bohême. Fondé sur la Confession d'Augsbourg, le texte incorpore des éléments provenant des écrits hussites et des confessions des Frères tchèques. Le point de vue luthérien sur la justification et la conception calviniste de la Cène y sont notamment présents. L'initiative de ce document revenait aux milieux utraquistes et luthériens de la Diète bohême. Ceux-ci s'inquiétaient des progrès de la reconquête catholique et cherchaient à obtenir une reconnaissance de la situation confessionnelle de la Bohême de la part de l'empereur Maximilien II. Profitant des divisions au sein de la Diète et de la présence en son sein d'un parti catholique, l'empereur ne confirma qu'oralement la confession tchèque, qui n'avait donc aucun statut légal. Son fils et successeur Rodolphe II, pourtant réputé plus ouvert au protestantisme, refusa de reconnaître officiellement la confession de foi en 1585, et ce n'est que par la Lettre de Majesté de 1609 qu'elle trouva une traduction juridique.